# Manfred Wutzlhofer
Manfred Wutzlhofer (* 2. August 1944 in Mühldorf am Inn) ist ein ehemaliger bayerischer Beamter.

## Leben
Manfred Wutzlhofer studierte Rechtswissenschaft an der Ludwig-Maximilians-Universität München, der Universität Regensburg und trat nach dem 2. Staatsexamen in den Dienst des Bayerischen Innenministeriums. Von 1978 bis 1984 war er persönlicher Referent von Erich Kiesl und leitete er das Direktorium der Stadtverwaltung München.
Ab 1985 hat er Prokura der Internationalen Messe- und Ausstellungsdienst GmbH (IMAG). 1990 übernahm er zusätzlich die Leitung der Hauptabteilung Externe Veranstaltungen. Von April 1992 bis Ende 2009 war er Mitglied der Geschäftsführung der Messe München GmbH. 1996 wurde er zum Vorsitzenden der Geschäftsführung berufen und zum Mitglied der Geschäftsführung der Gesellschaft für Handwerksmessen GHM.
Am 9. Juli 2009 wurde ihm der Bayerische Verdienstorden verliehen.
| Vorgänger     | Amt                                                 | Nachfolger     |
| ------------- | --------------------------------------------------- | -------------- |
| Werner Marzin | Chief Executive Officer Messe München 1996 bis 2010 | Klaus Dittrich |